# Thomas Erdbrink
Thomas Robert John Erdbrink (Leiderdorp, 27 januari 1976) is een Nederlandse journalist.

## Journalistiek
Erdbrink studeerde aan de School voor de Journalistiek in Utrecht. In 2000 won hij de Ton Hoogenboomprijs voor enkele artikelen in het Leidsch Dagblad, onder andere over asbest en het bezoek van de Japanse keizer. Daarna werkte hij voor NRC en Nieuwe Revu.
Sinds 2002 is Erdbrink correspondent in Teheran (Iran) en werkt(e) hij voor The New York Times, NRC, The Washington Post, de Volkskrant, CNN, de NOS (het NOS Journaal en Nieuwsuur), De Telegraaf, De Standaard, BNR Nieuwsradio,  en het Duitse blad NEON Magazine. Hij was een van de weinige westerse journalisten in Iran.
In april 2019 weigerde de Iraanse regering Erdbrinks accreditatie te verlengen, waardoor hij niet langer als correspondent in Iran kon werken. Enkele maanden later liet hij weten nog op een oplossing te hopen en met zijn vrouw in Iran te willen blijven wonen. In het jaar dat volgde zat Erdbrink werkloos thuis. In april 2020 begon Erdbrink als correspondent Noord-Europa bij The New York Times.

## Onze man in Teheran
In 2015 zond de VPRO de vierdelige documentaireserie Onze man in Teheran uit. Hierin toont Erdbrink het dagelijks leven in Iran. De serie kreeg veel lof voor het genuanceerde beeld dat werd geschetst van dit ‘land waar niks mag maar alles kan’. Zo kreeg de serie de Zilveren Nipkowschijf 2015 – de jury roemde Erdbrinks naturelle uitstraling. Ook won Erdbrink dankzij de serie de Spaanprijs 2015. Bij de uitreiking van De Tegels kreeg de serie de publieksprijs en de Tegel in de categorie Achtergrond. In januari 2016 won de documentaire tevens de eerste NPO Gemist Award.
Drie jaar later, in april en mei 2018, werd de tweede reeks van Onze man in Teheran uitgezonden. Twee afleveringen werden ook door de Amerikaanse publieke omroep PBS uitgezonden.
Over zijn leven in Teheran schreef Erdbrink tevens diverse columns voor Volkskrant Magazine. Deze columns werden gebundeld in Onze man in Teheran (2016) en Gelukkig nog altijd onze man in Teheran (2018). Deze twee bundels werden later samengevoegd en verschenen onder de titel Voor altijd onze man in Teheran (2019).
Eind februari 2020 kwam Erdbrink naar Nederland, waar hij het theatercollege Onze man in Teheran zou geven. Tijdens deze colleges staat centraal hoe hij Iran in achttien jaar tijd heeft zien veranderen. Gezien de coronamaatregelen werden de colleges echter naar juni verplaatst.

## Zomergasten
In de zomer van 2016 presenteerde Erdbrink het VPRO-televisieprogramma Zomergasten. Er ontstond ophef toen bekend werd gemaakt dat de Belgisch-Libanese auteur en activist Dyab Abou Jahjah dat jaar de eerste gast zou zijn en de politicus Mark Rutte – in de aanloop naar de verkiezingscampagne – de laatste.
Na de uitzendingen schreven sommige critici dat diepte-interviews niet Erdbrinks grootste talent leken te zijn.
Begin 2017 liet Erdbrink weten het bij dit ene seizoen van Zomergasten te laten. Hij zei zich te willen concentreren op zijn "echte" werk, te weten zijn correspondentschap voor The New York Times.

## Correspondent Noord-Europa
Erdbrinks' Iraanse persaccreditatie werd in 2019 niet verlengd, waardoor hij een jaar lang zijn werk niet kon uitvoeren. In mei 2020 werd hij bureauchef Noord-Europa bij The New York Times, waarbij hij verantwoordelijk werd voor de berichtgeving over Scandinavië en Nederland. Begin 2022 legde Erdbrink zijn correspondentschap neer vanwege de hoge werkdruk en heimwee naar zijn vrouw in Iran.

## Onze man bij de Taliban
Na de machtsovername van de Taliban in Afghanistan bracht Erdbrink in 2022 drie maanden door in het land. Hij produceerde de vierdelige serie Onze man bij de Taliban, die in januari en februari 2023 werd uitgezonden op NPO 2. In de serie besteedde hij aandacht aan de nieuwe machthebbers en liet zien hoe de bevolking, met name vrouwen, zich probeerde aan te passen aan de nieuwe situatie.

## Privéleven
Erdbrink is getrouwd met de Iraanse fotografe Newsha Tavakolian, die onder andere voor The New York Times, Time Magazine en National Geographic werkt. Tavakolian en haar familie kwamen ook voor in de serie Onze man in Teheran.

## Trivia
- Erdbrink spreekt vloeiend Perzisch.
- Erdbrink werd in 2014 door Time Magazine een van de belangrijkste twitteraars genoemd.[14]
- Op 16 december 2023 was hij te gast in het tv-programma Sterren op het Doek.